# Павел Попов (агроном)
Вижте пояснителната страница за други личности с името Павел Попов.
Павел Попов Миндоровски е български агроном, растениевъд-селекционер; академик.

## Биография
Роден е на 16 август 1902 г. в с. Крушовене. Участва в Септемврийското въстание от 1923 г. След потушаване на въстанието емигрира в Белгия. От 1924 до 1928 г. изучава Агрономически науки в град Жамблу, Белгия. От 1932 г. е член на БКП.
От 1928 до 1988 г. работи като:
- стажант-агроном в Опитната станция в гр. Садово (1929 – 1933),
- в Опитната станция по зеленчукови култури „Марица“ в гр. Пловдив (1933 – 1942),
- защитава докторска дисертация в Хумболтовия университет (1942)
- директор на Земеделския институт в Скопие (1942 – 1944),
- професор от 1946 г., ръководител на катедра „Растениевъдство“ в Пловдивския университет (1949 – 1962),
- декан на създадения под негово ръководство през 1945 г. Агрономо-лесовъден факултет на Пловдивския университет (1949 – 1951),
- ректор на Висшия селскостопански институт „Васил Коларов“ (1953 – 1962).

От 1962 до 1975 г. е заместник-председател и заместник-ректор на Селскостопанската академия. Герой на социалистическия труд (указ № 39 от 17 януари 1968), два пъти лауреат на Димитровска награда (1951, 1978 – с колектив), орден „Народна република България“ II степен (1959), орден „Народна свобода 1941-1944 г.“, „Кирил и Методий“ – I ст., народен деятел на културата (1974), и четири пъти награждаван с орден „Георги Димитров“ (1962, 1968, 1972, 1982).
Продукт на неговата научна дейност са създадените 67 сорта от 5 важни полски и зеленчукови култури, както и технологии за тяхното отглеждане. Сред по-важните сортове са „Садово 1“ и „Садово супер“, които влизат в златния фонд на световната селекция съответно през 1977 – 1978 и 1981 г. Като ръководител на катедра „Растениевъдство“ под негова редакция е написан първият учебник по растениевъдство през 1954 г. а също и осем монографии и над 250 научни статии.
През 1955 г. става доктор на селскостопанските науки.
Умира на 16 февруари 1988 г.